# Décès en décembre 1886
Décès
- 1882
- 1883
- 1884
- 1885
- 1886
- 1887
- 1888
- 1889
- 1890

Pour une information complémentaire, voir la page d'aide.

| Date         | Nom                              | Pays                          | Activités                                             | Âge   | Source |
| ------------ | -------------------------------- | ----------------------------- | ----------------------------------------------------- | ----- | ------ |
| ? décembre   | Charles-François Fontannes       | Drapeau de la France          | Géologue français.                                    | 46/47 |        |
| 1er décembre | Henry Mark Anthony               | Drapeau du Royaume-Uni        | Peintre britannique.                                  | 69    |        |
| 1er décembre | Marius Chavanne                  | Drapeau de la France          | Homme politique français.                             | 69    |        |
| 1er décembre | Louis Henri de Gueydon           | Drapeau de la France          | Vice-amiral et homme politique français.              | 77    |        |
| 1er décembre | Karl Jühlke                      | Drapeau de l'Allemagne        | Explorateur allemand.                                 | 30    |        |
| 1er décembre | Emma Paterson                    | Drapeau du Royaume-Uni        | Féministe et syndicaliste britannique.                | 38    |        |
| 1er décembre | Théophile Stern                  | Drapeau de la France          | Compositeur et organiste français.                    | 83    |        |
| 1er décembre | Joachim Telliez-Béthune          | Drapeau de la France          | Homme politique français.                             | 67    |        |
| 3 décembre   | Vincent Amy                      | Drapeau de la France          | Homme politique français.                             | 73    |        |
| 3 décembre   | François Pittié                  | Drapeau de la France          | Général et poète français.                            | 57    |        |
| 4 décembre   | Charles Nicolas Friant           | Drapeau de la France          | Militaire français.                                   | 68    |        |
| 4 décembre   | Johann Georg Meyer               | Drapeau de l'Allemagne        | Peintre allemand.                                     | 73    |        |
| 4 décembre   | Natalis de Wailly                | Drapeau de la France          | Historien, archiviste et bibliothécaire français.     | 81    |        |
| 4 décembre   | Godefroid Xhrouet                | Drapeau de la Belgique        | Commerçant belge.                                     | 53    |        |
| 5 décembre   | John Crampton                    | Drapeau du Royaume-Uni        | Diplomate britannique.                                | 81    |        |
| 5 décembre   | Petrus Hofstede de Groot         | Drapeau des Pays-Bas          | Pasteur et théologien néerlandais.                    | 84    |        |
| 5 décembre   | Alexandre Juliard                | Drapeau de la France          | Peintre français.                                     | 69    |        |
| 8 décembre   | Leo Becker                       | Drapeau de l'Allemagne        | Homme politique allemand.                             | 46    |        |
| 8 décembre   | Balé Demba                       | Pays inconnu                  | Monarque du royaume de Dubréka.                       | ?     |        |
| 8 décembre   | William Fraser Tolmie            | Drapeau du Canada             | Homme politique canadien.                             | 74    |        |
| 8 décembre   | Isaac Lea                        | Drapeau des États-Unis        | Malacologiste et minéralogiste américain.             | 94    |        |
| 9 décembre   | Alexandre Vuillemin              | Drapeau de la France          | Géographe français.                                   | 73/74 |        |
| 10 décembre  | Giovanni Busato                  | Drapeau de l'Italie           | Peintre italien.                                      | 80    |        |
| 10 décembre  | Marco Minghetti                  | Drapeau de l'Italie           | Homme politique italien.                              | 68    |        |
| 10 décembre  | Eduard Moritz von Flies          | Drapeau de l'Allemagne        | Militaire allemand.                                   | 84    |        |
| 11 décembre  | Félix Cottavoz                   | Drapeau de la France          | Peintre français.                                     | 76    |        |
| 11 décembre  | Johann Baptist Franzelin         | Drapeau de l'Autriche-Hongrie | Cardinal autrichien.                                  | 70    |        |
| 12 décembre  | Katherine Clerk Maxwell          | Drapeau du Royaume-Uni        | Physicienne britannique.                              | 61/62 |        |
| 12 décembre  | Félicie de Fauveau               | Drapeau de la France          | Sculptrice française.                                 | 85    |        |
| 12 décembre  | Johan Nicolai Madvig             | Drapeau du Danemark           | Philologue et homme politique danois.                 | 82    |        |
| 14 décembre  | Christophe Colard                | Drapeau de la France          | Architecte français.                                  | 81    |        |
| 14 décembre  | Noël-Jules Girard                | Drapeau de la France          | Sculpteur français.                                   | 70    |        |
| 17 décembre  | Charles Guillemaut               | Drapeau de la France          | Général et homme politique français.                  | 77    |        |
| 17 décembre  | Matsudaira Yoritaka              | Drapeau du Japon              | Daimyo japonais.                                      | 76    |        |
| 18 décembre  | Pierre Van Tieghem de Ten Berghe | Drapeau de la Belgique        | Homme politique belge.                                | 82    |        |
| 19 décembre  | Michele Rapisardi                | Drapeau de l'Italie           | Peintre italien.                                      | 63    |        |
| 19 décembre  | Robert Dyer Lyons                | Drapeau du Royaume-Uni        | Homme politique britannique.                          | 60    |        |
| 20 décembre  | Johann Horner                    | Drapeau de la Suisse          | Ophtalmologue suisse.                                 | 55    |        |
| 21 décembre  | Lucien Chatain                   | Drapeau de la France          | Peintre et vitrailliste français.                     | 40    |        |
| 21 décembre  | Adrien Goffinet                  | Drapeau de la Belgique        | Aide de camp du roi Léopold II de Belgique.           | 74    |        |
| 22 décembre  | Adèle Esquiros                   | Drapeau de la France          | Journaliste féministe français.                       | 67    |        |
| 23 décembre  | Arthur Edward Knox               | Drapeau du Royaume-Uni        | Ornithologue amateur britannique.                     | 77    |        |
| 23 décembre  | Richard de Lédignan              | Drapeau de la France          | Militaire et homme politique français.                | 47    |        |
| 24 décembre  | Louis-Théodore Devilly           | Drapeau de la France          | Peintre français.                                     | 68    |        |
| 26 décembre  | Walerian Kalinka                 | Drapeau de la Pologne         | Prêtre et historien polonais.                         | 60    |        |
| 26 décembre  | John Alexander Logan             | Drapeau des États-Unis        | Militaire et homme politique américain.               | 60    |        |
| 26 décembre  | Theodor von Oppolzer             | Drapeau de l'Autriche-Hongrie | Astronome autrichien.                                 | 45    |        |
| 27 décembre  | Sigmund Kolisch                  | Drapeau de l'Autriche-Hongrie | Journaliste autrichien.                               | 70    |        |
| 28 décembre  | Jean Hubert                      | Drapeau de la France          | Historien et bibliothécaire français.                 | 79    |        |
| 29 décembre  | Alphonse de Boissieu             | Drapeau de la France          | Archéologue français.                                 | 79    |        |
| 29 décembre  | Addison C. Gibbs                 | Drapeau des États-Unis        | Homme politique américain.                            | 61    |        |
| 29 décembre  | Alois Pokorny                    | Drapeau de l'Autriche-Hongrie | Naturaliste et directeur de lycée autrichien.         | 60    |        |
| 30 décembre  | Hans Alexis von Biehler          | Drapeau de l'Allemagne        | Ingénieur militaire et général d'infanterie allemand. | 68    |        |